# Wacław Łapkowski
Wacław Łapkowski (né le 6 novembre 1913 à Daugavpils - mort le 2 juillet 1941 dans la Manche) est un pilote de chasse polonais, as des forces armées polonaises de la Seconde Guerre mondiale, titulaire de six victoires homologuées.

## Biographie
Wacław Łapkowski termine l'école des cadets officiers de la force aérienne à Dęblin en 1934. Le 15 août de la même année il est promu sous-lieutenant et reçoit son affectation au 1er régiment aérien à Varsovie. Pendant la campagne de Pologne il se bat au sein de la 112e escadrille de chasse, dont il devient le commandant le 6 septembre 1939, après la mort du lieutenant Stefan Okrzeja. Le jour-même il remporte sa première victoire, sur un He 111, partagée avec deux autres pilotes. 
Il arrive ensuite en France où il est affecté à la patrouille de chasse du capitaine Tadeusz Opulski à Romorantin.
Après la bataille de France il gagne l'Angleterre. Le 3 août 1940 il intègre la 303e escadrille de chasse polonaise. Le 5 septembre 1940 il est abattu et saute en parachute. Le 5 mai 1941 il prend le commandement de son escadrille.
Wacław Łapkowski périt dans un combat aérien le 2 juillet 1941.

## Décorations
- Ordre militaire de Virtuti Militari
- La croix de la Valeur Krzyż Walecznych - 4 fois

## Tableau de chasse
| Date             | Appareil(s) abattu(s)  |
| ---------------- | ---------------------- |
| 6 septembre 1939 | 1/3 Heinkel He 111     |
| 9 septembre 1939 | Heinkel He 111         |
| 5 septembre 1940 | Junkers Ju 88          |
| 18 juin 1941     | Messerschmitt Bf 109   |
| 22 juin 1941     | 2 Messerschmitt Bf 109 |
| 24 juin 1941     | Messerschmitt Bf 109   |